# Phare de Castillo del Morro
Le phare de Castillo del Morro (en espagnol : Faro de Castillo del Morro) est un phare actif situé au fort El Morro dans La Habana Vieja à La Havane, à Cuba.

## Histoire
La première station de signalisation maritime a été établie en 1764. Il a été remplacé en 1818 par une tour de maçonnerie cylindrique en maçonnerie.
Le phare actuel a été construit en 1845 sur les remparts du château de Los Tres Reyes del Morro datant de 1589 pour protéger l'entrée du port de La Havane. Cet emblème familier du port de La Havane est un symbole de la ville et de loin le phare le plus connu de Cuba ; il est éclairé la nuit. Le fort est classé au patrimoine mondial de l'UNESCO.
Il est situé à l'est de l'entrée très étroite du port de La Havane. Le fort et le phare sont ouverts tous les jours.

## Description
Ce phare est une tour cylindrique en pierre non peinte, avec une galerie et une balise de 25 m de haut. Il émet, à une hauteur focale de 44 m, deux éclats blancs par période de 15 secondes. Sa portée est de 26 milles nautiques (environ 48 km).
Identifiant : ARLHS : CUB-009 ; CU-0... - Amirauté : J4857 - NGA : 110-12580 .
|                  |
| Le fort El Morro |

|          |
| Le phare |

### Lien connexe
- Liste des phares de Cuba